# Yiqian (köpinghuvudort i Kina, Jiangxi Sheng, lat 26,56, long 116,32)
Yiqian är en köpinghuvudort i Kina. Den ligger i provinsen Jiangxi, i den sydöstra delen av landet, omkring 240 kilometer söder om provinshuvudstaden Nanchang. Antalet invånare är 23 263. Befolkningen består av 11 047 kvinnor och 12 216 män. Barn under 15 år utgör 17,0 %, vuxna 15-64 år 74 %, och äldre över 65 år 7,0 %.
Runt Yiqian är det ganska tätbefolkat, med 179 invånare per kvadratkilometer. Närmaste större samhälle är Xiaosong, 12,8 km söder om Yiqian. I omgivningarna runt Yiqian växer huvudsakligen savannskog.
Genomsnittlig årsnederbörd är 2 261 millimeter. Den regnigaste månaden är maj, med i genomsnitt 345 mm nederbörd, och den torraste är oktober, med 22 mm nederbörd.